# Controvérsia ariana

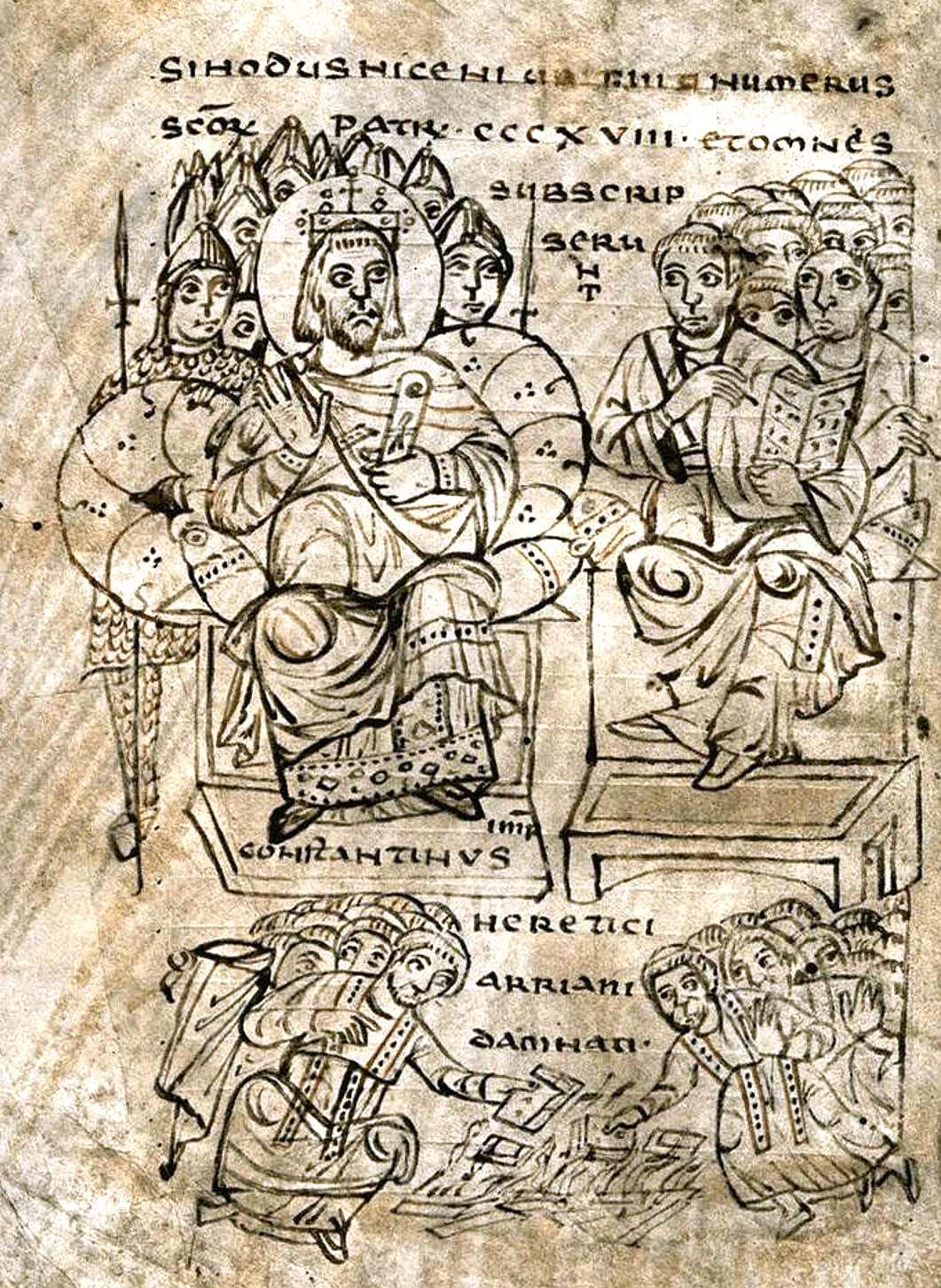
Imperador Constantino queimando os livros arianos.

A controvérsia ariana é um termo que agrupa um conjunto de controvérsias relacionadas ao arianismo que dividiram a Igreja cristã desde um pouco antes do Concílio de Niceia até depois do Primeiro Concílio de Constantinopla em 381. A mais importante destas controvérsias tem a ver com a relação entre Deus Pai e Deus Filho.

## História

### Primórdios em Alexandria
A história inicial da controvérsia ariana pode ser recontada com base em aproximadamente 35 documentos encontrados em diversas fontes. O historiador Sócrates Escolástico conta que Ário iniciou a controvérsia sob o Patriarca de Alexandria Áquila de Alexandria, quando ele fez o seguinte silogismo:
| “ | Se o Pai gerou o Filho, ele que foi criado teve um início na sua existência. Daí é evidente que houve um tempo em que o Filho não existia. Segue necessariamente que sua substância veio do nada | ” |
|   | — Ário. |   |

#### Disputa com Alexandre de Alexandria
O bispo Alexandre de Alexandria foi criticado por sua reação lenta contra Ário. Como seu predecessor, Dionísio de Alexandria, ele foi acusado de vacilar neste assunto. A questão que Ário levantou havia sido deixada em aberto duas gerações antes. Portanto, Alexandre permitiu que a controvérsia continuasse até que ele achou que ela tinha se tornado um perigo para a paz na Igreja. Ele convocou um concílio de bispos e procurou aconselhar-se com eles. Uma vez que eles decidiram contra Ário, Alexandre não demorou mais e depôs Ário de sua função e o excomungou, assim como a seus seguidores.
O conflito entre as duas facções iniciou abruptamente quando Alexandre declarou a unidade da Trindade em um dos seus sermões. Ário respondeu imediatamente rotulando a afirmação de Alexandre de sabelianista, que já havia sido rejeitado naquele tempo. A controvérsia rapidamente escalou e Ário conseguiu aumentar constantemente o apoio para as suas posições, conseguindo o apoio de diversos diáconos e de pelo menos um presbítero. Ário continuou então a atrair ainda mais atenção e apoio, a ponto de Alexandre ter sido obrigado a convocar duas assembléias separadas de seus padres e diáconos para discutir o assunto. Nenhuma delas, porém, chegou a alguma conclusão ou ajudou a limitar a propagação das ideias de Ário.
Alexandre então convocou um sínodo da Igreja de Alexandria e da província vizinha de Mareótis em 320 d.C., com a única intenção de decidir que ação seria tomada sobre o assunto cada vez mais complicado. No sínodo, trinta e seis presbíteros e quarenta e quatro diáconos - incluindo Atanásio - concordaram em emitir uma crítica ao arianismo e assinar um documento formalizando-a. Ário continuou tendo sucesso em propagar a sua nova crença em outros lugares, principalmente Mareótis e na Líbia, onde Ário convenceu os bispos Segundo de Ptolemaida e Tomé de Marmarica a se juntarem a ele. O sucesso de Ário em dividir os líderes da igreja tornou a possibilidade de um cisma formal uma realidade.
Em 321, Alexandre convocou um concílio geral de toda a igreja do país (Concílio de Alexandria). O concílio reuniu menos de cem participantes. Nele, Ário continuou a argumentar suas posições iniciais, de que o Filho não poderia ser co-eterno com o Pai, chegando a afirmar que o Filho não era similar ao Pai em substância. Esta última afirmação foi recebida com horror pela assembléia do concílio, que colocou Ário sob anátema até que ele se retratasse de suas posições.
Ário partiu para a Palestina, onde ele recebeu apoio de um grande número de bispos, que expressaram sua opinião sobre o assunto a Alexandre. Um destes, Eusébio de Nicomédia, tinha conexões muito próximas com a corte imperial bizantina e ajudou a propagar as ideias de Ário para ainda mais longe. O crescimento amplo deste movimento e a reação a ele da igreja estabelecida, levaram próprio imperador a escrever uma carta às partes envolvidas clamando pelo retorno à unidade na igreja e o fim desta amarga disputa sobre o que ele chamou de argumentos mesquinhos sobre minúcias ininteligíveis.
Os seguidores de Ário em Alexandria passaram então a se dedicar à violência em defesa de suas crenças, o que estimulou Alexandre a escrever uma encíclica a todos os bispos do Cristianismo, na qual ele relatou a história do arianismo e sua opinião sobre as falhas no sistema ariano. Ao fazê-lo, ele foi obrigado a indicar-lhes as ações de Eusébio de Nicomédia, que tinha convocado um concílio provincial da igreja da Bitínia para discutir Ário. Este corpo reviu as ações de Alexandre e de seus antecessores e, baseados nesta revisão, formalmente admitiram Ário na comunidade cristã siríaca. Outras personalidades, incluindo Paulino de Tiro, Eusébio de Cesareia e Patrófilo de Citópolis também indicaram seu apoio a Ário, permitindo a seus seguidores se juntarem para o Ofício Divino da mesma forma que tinham feito antes em Alexandria.
Acredita-se que Ário tenha escrito sua Thalia por volta desta época, o que ajudou a angariar ainda mais apoio para sua causa. Este livro, combinado com as outras obras de Ário e as obras de Alexandre em oposição, exacerbaram a disputa entre os que apoiavam e os que criticavam Ário. Nesta atmosfera, aconselhado por Atanásio, Alexandre escreveu uma confissão de fé em defesa de sua própria posição. Ele enviou este tomo para todos os bispos do Cristianismo pedindo-lhes que endossassem a sua posição colocando a sua assinatura nas cópias. Ele recebeu de volta 250 assinaturas de sua obra, incluindo umas cem de sua própria diocese, além de 42 da Ásia, 37 da Panfília, 32 da Lícia, 15 da Capadócia e várias outras. Ele também mantinha correspondência com Alexandre de Constantinopla, protestando contra a violência dos arianos e contra a promulgação das visões de Ário sobre a influência das mulheres e muitos outros assuntos do arianismo.
A disputa sobre o arianismo tinha se tornado um problema que já ameaçava danificar a paz e unidade da igreja e do império. Constantino, agora o único reclamante ao trono após a exececução de Licínio, escreveu uma carta "para Atanásio e Ário". Constantino escreveu da Nicomédia, de modo que alguns concluíram que Eusébio de Nicomédia, bispo da Nicomédia e apoiador de Ário, possa ter sido envolvido na composição da carta. Ela foi passada a Hósio de Córdoba, um respeitado e idoso bispo, para que fosse entregue aos competidores em Alexandria. Na carta, Constantino exige que Alexandre e Ário terminem sua disputa.
Logo após ter recebido a mensagem de Constantino, Alexandre convocou outro concílio geral de sua diocese, que parece ser confirmado sua concordância com a profissão de fé que Alexandre tinha circulado como sendo um acordo sobre o uso do termo teológico "consubstancialidade". Ele também reafirmou a excomunhão de Ário e dos seguidores de Melécio, o que, é claro, enfureceu os arianos de Alexandria ainda mais. Ário pessoalmente reclamou ao imperador sobre o tratamento que Alexandre havia lhe dado. Na sua resposta, Constantino conclamou Ário a se defender perante um concílio ecumênico da Igreja que seria realizado em Niceia, na Bitínia, em 14 de junho de 325, o primeiro deste tipo na história.

## O Concílio de Niceia 325

### Arímino, Selêucia e Constantinopla (358-360)
Em 358, o imperador Constâncio II solicitou dois concílios, um dos bispos ocidentais em Arímino e um dos orientais em Nicomédia.
Em 359, o concílio ocidental se reuniu em Arímino. Ursácio de Sindidunum e Valente de Mursa declararam que o Filho era como o Pai "de acordo com as Escrituras", seguindo um novo credo (Homoios - homoiano) esboçado em Sirmio (em 359). Muitos dos mais ativos apoiadores do credo de Niceia deixaram o concílio, que acabou adotando o novo credo, inclusive com o apoio de alguns que antes defendiam o antigo . Após o concílio, o papa Libério condenou o credo de Rimini ao mesmo tempo que o seu rival, o antipapa Félix II o apoiou.
Um terremoto atingiu a Nicomédia, matando o bispo Cecrópio de Nicomédia e, em 359, o concílio oriental acabou mudando a sede e acabou se realizando em Selêucia Isaura (atual Silifke, na Turquia). O concílio estava profundamente dividido, não tinha procedimentos regulares e os dois partidos acabaram se reunindo separadamente e chegando a decisões opostas. Basílio de Ancira e seu partido declararam que o Filho era de substância similar à substância do Pai, seguindo o credo de Antioquia de 341 (Homoiousia - homoiousiano) e depôs o partido opositor. Acácio de Cesareia declarou que o Filho era como o Pai, introduzindo um novo credo (Homoios - homoiano)
Dada a indefinição, Constâncio solicitou um terceiro concílio, em Constantinopla (359), reunindo tanto os bispos ocidentais quanto os orientais, para resolver a divisão criada em Selêucia. Acácio desta vez declarou que o Filho seria igual ao Pai "de acordo com as Escrituras". Basílio de Ancira, Eustácio de Sebaste e seu partido declararam novamente que o Filho era de substância similar à do Pai, como na decisão majoritária de Selêucia. Máris de Calcedônia, Eudóxio de Antioquia e os diáconos Aécio e Eunômio declararam que o Filho era de uma substância diferente da do Pai (Anomoios - credo anomoeano ou heteroousiano). Os heteroousianos derrotaram os homoiousianos num debate inicial, mas Constâncio baniu Aécio. Depois disso, o concílio, incluindo Máris e Eudóxio concordaram como o credo homoiano de Arímino com mínimas modificações.
Após o Concílio de Constantinopla (360), o bispo homoiano Acácio de Cesareia depôs e baniu diversos bispos homoiousianos, incluindo Macedônio I de Constantinopla, Basílio, Eustácio, Elêusio de Cízico, Dracôncio de Pérgamo, Neonas de Selêucia, Sofrônio de Pompeiópolis, Elpídio de Satala e Cirilo de Jerusalém. Ao mesmo tempo, Acácio também depôs e baniu o diácono anomoeano Aécio .
Em 360, Acácio indicou Eudóxio de Antioquia para substituir Macedônio e Atanásio de Ancira para o lugar de Basílio, assim como Onésimo de Nicomédia para o lugar de Cecrópio, que tinha morrido no terremoto.

### A controvérsia na década de 360
Em 361, Constâncio morreu e Juliano tornou-se o único imperador romano. Ele logo demandou que diversos templos pagãos dos quais os cristãos tinham se apoderado ou destruído fossem restaurados. De acordo com Filostórgio, os pagãos mataram Jorge de Laodiceia, bispo de Alexandria, permitindo que Atanásio de Alexandria retornasse para a sé episcopal.

## Partidos

### Homoousianos - os que prevaleceram
Os homoousianos ensinavam que o Filho é da mesma substância que o Pai, ou seja, ambos são não-criados. A forma sabeliana foi condenada já no século III. A forma atanasiana foi declarada ortodoxa no Primeiro Concílio de Constantinopla de 383 e se tornou a base do trinitarismo moderno.
Os principais aderentes eram:
| - Alexandre de Alexandria, bispo de Alexandria (313-326). - Ósio de Córdoba, bispo de Córdoba (?-(359). - Eusébio de Cesareia, bispo de Cesareia (ca. 313-339). - Eustácio de Antioquia, (possivelmente sabeliano) bispo de Antioquia (ca. 325-330). - Dionísio de Alba, bispo de Alba, que apoiou Atanásio em Milão - Ciro de Beroe, (possivelmente sabeliano) bispo de Beroia (atual Stara Zagora). - Papa Silvestre I, papa (314-335) - Papa Marcos, papa, (336) - Atanásio de Alexandria, bispo de Alexandria (326-373), futuro rival dos arianos Gregório da Capadócia e Jorge de Laodiceia). - Paulo I de Constantinopla, bispo de Constantinopla (336-351), futuro rival de Eusébio de Nicomédia e de Macedônio I de Constantinopla. | - Papa Júlio I, papa (337-352). - Papa Libério, papa (352-366) - Papa Dâmaso I, papa (366-384) - Basílio de Cesareia, bispo de Cesareia (329-379) - Gregório de Níssa, monge e padre, (335-394) - Ambrósio, bispo de Mediolano (340-397) - Gregório Nazianzo, patriarca de Constantinopla (329-389) - Asclepas, bispo de Gaza. - Lúcio de Adrianópolis, bispo de Adrianópolis (?-351).. - Máximo II de Jerusalém, bispo de Jerusalém (333-350). - Paulino, bispo de Augusta dos Tréveros (atual Tréveris), que apoiou Atanásio em Mediolano. - Dionísio de Alba, bispo de Alba, que apoiou Atanásio em Mediolano. - Santo Antão do Deserto, um dos padres do deserto (251-356) - Eusébio de Vercelli, bispo de Vercelli (340-371), que apoiou Atanásio em Mediolano. - Angélio, (Novaciano) bispo de Constantinopla. |

### Marcelo de Ancira e Fotino de Sirmio
De acordo com o historiador Sócrates Escolástico, Marcelo de Ancira e Fotino de Sirmio ensinaram "que Cristo era apenas um homem.". Seus oponentes associaram os ensinamentos de Marcelo de Ancira e de Fotino de Sirmio com os de Sabélio e Paulo de Samósata, que já tinham sido amplamente rejeitados antes da controvérsia.
- Marcelo, bispo de Ancira (?-336 e ca. 343-c. 374) e crítico de Astério, o Sofista[27].
- Fotino, bispo de Sirmio (?-351) e, no exílio, (351-376). De acordo com Sócrates e Sozomeno, Fotino foi um seguidor de Marcelo[28]
- Em 336, um julgamento eclesiástico em Constantinopla depôs Marcelo e condenou suas doutrinas[29].
- Papa Júlio I apoiou Marcelo e apelou por sua restauração[20].
- Em 342 ou 343, o majoritariamente ocidental Concílio de Sárdica restaurou Marcelo ao mesmo tempo que o majoritariamente oriental Concílio de Filipópolis manteve sua deposição[30].
- Sob pressão de seu co-imperador Constante I, Constâncio II inicialmente apoiou a decisão de Sárdica. Porém, após a morte de Constante, ele reverteu sua decisão[31].
- Em 351, um julgamento eclesiástico no Concílio de Sirmio depôs Fotino e condenou seus ensinamentos[32].

### Homoiousianos
A escola homoiousiana ensinava que o Filho era de uma substância similar à do Pai. Os principais expoentes desta corrente eram:
- Basílio de Ancira, bispo de Ancira (336-360)[35][36].
- Macedônio I de Constantinopla, bispo de Constantinopla (342-346 e 351-360)[37][38].
- Jorge de Laodiceia, bispo de Alexandria (356-361, rival de Atanásio de Alexandria)[35][39].
- Eudóxio de Antioquia, bispo de Germanícia (?-358), Antioquia (358-359), e Constantinopla (360-370), que apoiou o Macrostich)[40][41].
- Eustácio de Sebaste, bispo de Sebaste[35][42].
- Sabino de Heracleia, bispo de Heracleia[43].

### Homoianos
Os homoianos ensinavam que o Filho era similar ao Pai, tanto "em todas as coisas" ou "de acordo com as escrituras", sem se jamais se referir à substância. Diversos membros de outras escolas, como Ósio de Córdoba e Aécio, também aceitavam a fórmula homoiana. Esta fórmula foi rascunhada no Concílio de Sirmio e efetivamente proposta no Concílio de Arímino, ambos em 359.
Os principais expoentes deste partido foram:
- Ursácio de Singiduno, inicialmente um homoiousiano e posteriormente um homoousiano e, finalmente, um homoiano, bispo de Singiduno (atual Belgrado), que foi um oponente de Atanásio[46].
- Valente de Mursa, inicialmente um homoiousiano, depois um homoousiano e finalmente um homoiano bispo de Mursa, também oponente de Atanásio[46].
- Germínio de Sirmio[3].
- Auxêncio de Milão (m. 374), bispo de Mediolano[3].
- Demófilo de Constantinopla, bispo de Berae (?-370) e Constantinopla (370-380)[3][47].
- Acácio de Cesareia, bispo de Cesareia (340-366).[48].

### Heteroousianos
Os heteroousianos ensinavam que o Filho é de uma substância diferente do Pai, ou seja, criado. Ário ensinava assim no início da controvérsia e Aécio ensinaria a forma final do Anomoeanismo
| - Ário, presbítero em Alexandria.. - Estêvão I de Antioquia, bispo de Antioquia e líder dos arianos no Concílio de Sárdica e no Concílio de Filipópolis. - Eusébio de Nicomédia, um dos mais fervorosos seguidores de Ário, morto no auge de seu poder em 342. - Teófilo, o indiano, que posteriormente apoiou Aécio. - Aécio de Antioquia, que fundou a tradição anomoeanista , posteriormente bispo (361-?).. - Eunômio de Cízico, bispo (anomoeano) de Cízico (360-361) e bispo exilado (361-c. 393).. - Teódolo, bispo (anomoeano) de Chaeretapa (? - ca. 363) e da Palestina (ca. 363-c. 379). - Paemênio, bispo (anomoeano) de Constantinopla, (ca. 363 - ?, contemporâneo de Eudóxio de Antioquia. | - Cândido, bispo (anomoeano) da Lídia, (ca. 363 - ?). - Arriano, bispo (anomoeano) de Jonia, (ca. 363-?). - Florêncio, bispo (anomoeano) de Constantinopla, (c. 363 - ?, contemporâneo de Eudóxio de Antioquia). - Talus, bispo (anomoeano) de Lesbos, (ca. 363 - ?, contemporâneo de Eudóxio de Antioquia). - Eufrônio, bispo (anomoeano) da Galácia, do Mar Negro e da Capadócia, (ca. 363 - ?). - Juliano, bispo (anomoeano) da Cilícia, (ca. 363 - ?). - Serras, Estevão e Heliodoro, bispos (anomoeanos) do Egito, (ca. 363 - ?). - Filostórgio, historiador. |